# Schloss Trendel
Das Schloss Trendel ist ein Wohnhaus und ehemaliges Schloss in Trendel, einem Gemeindeteil von Polsingen im Landkreis Weißenburg-Gunzenhausen in Mittelfranken. Das Gebäude mit der postalischen Adresse Schloßstraße 10 ist unter der Nummer D-5-77-162-35 als Baudenkmal gelistet.

## Beschreibung
Das Schloss liegt am südwestlichen Ortsrand von Trendel auf einer Höhe von etwa 460 m ü. NHN.
Das Schloss ist ein dreigeschossiges Steildachgebäude aus dem 16./17. Jahrhundert mit einem fachwerksichtigem Obergeschoss. Zum Schloss gehören ebenfalls denkmalgeschützte Stallungen und eine ruinöse Scheune aus dem 17./18. Jahrhundert sowie erhaltene Teile der Ummauerung, die wohl spätmittelalterlich sind.

## Geschichte
Südwestlich des Dorfes Trendel befindet sich eine Anhöhe, auf der die Burg Trendel der Edlen von Trendel gestanden hat. Diese Edlen von Trendel sind in Urkunden des 12. Jahrhunderts erstmals bezeugt. Später wurde der Adelssitz aufgegeben und am Ortsrand ein kleines Schloss errichtet. Dieses Rittergut erlebte zahlreiche Besitzerwechsel. So waren vom 16. bis 19. Jahrhundert unter anderem die Adelsfamilien „von Stein“, „von Appold“ und „von Schönfeld“ Besitzer des Schlossgutes Trendel. Meist standen diese Familien im Dienst der Markgrafen von Ansbach. Zum Rittergut gehörte ein Großteil der etwa 40 Anwesen im Dorf und die Höfe von Mäuskreut.